# Shingū (Ehime)
La Villa de Shingu (新宮村 Shingū-mura?) fue una villa que estaba localizada en el Distrito de Uma en la Región de Toyo (東予地方 Tōyo-chihō?) de la Prefectura de Ehime. Como parte de un proceso de fusión que se llevó a cabo en el 2004 este pueblo dejó de existir. 

## Características
Este pueblo de montaña tenía una población de 1700 habitantes, distribuidos en más de 40 aglomeraciones, pero entre ellas había una distancia considerable y en algunos casos estaban localizados en zonas altas, bastante alejadas de las vías de acceso principales. Contaba con el Intercambiador Shingu y fue una de las pocas villas de Japón que tenían un intercambiador de una autopista en su territorio. La Ruta Nacional 319 la atraviesa en sentido este-oeste.
Se ubicaba en la zona central de la Región de Shikoku, en el extremo oriental de la Prefectura de Ehime y limitaba al este con la Prefectura de Tokushima y al sur con la Prefectura de Kochi, separada de ésta por una cadena montañosa de más de 1000 metros de altura. Hacia el norte estaba la Ciudad de Kawanoe al que se accede por el Túnel Horikiri (堀切トンネル Horikiri-tonneru?) que atraviesa la Cordillera de Hoo, y hacia el oeste se encontraba la Ciudad de Iyomishima. La mayor parte de Shingu es una zona montañosa con pendiente muy pronunciada, y por consiguiente, son escasas las tierras para el cultivo. El Río Dozan la atraviesa en sentido oeste-este, dirigiéndose luego a la Ciudad de Miyoshi (三好市 Miyoshi-shi?), en la Prefectura de Tokushima. Aguas arriba se encuentra la Represa de Shingu.
El clima es muy cambiante, característico de las zonas montañosas, y las precipitaciones son abundantes. Los inviernos son más bien fríos y se produce acumulación de nieve.

## Historia
Se había formado el 31 de marzo de 1954, como resultado de la fusión de las villas de Shinritsu (新立村 Shinritsu-mura?) y Kamiyama (上山村 Kamiyama-mura?). Tenía una superficie de 78.82 km² y una población de 1,808 habitantes (al 1° de octubre de 2000). Limitaba con las ciudades de Iyomishima y Kawanoe (actualmente ambas forman parte de la Ciudad de Shikokuchuo; con los pueblos de Ikeda (池田町 Ikeda-chō?) y Yamashiro (山城町 Yamashiro-chō?), ambos en el Distrito de Miyoshi (三好郡 Miyoshi-gun?), que actualmente forman parte de la Ciudad de Miyoshi en la Prefectura de Tokushima; también limitaba con el Pueblo de Ootoyo (大豊町 Ootoyo-chō?) en el Distrito de Nagaoka (長岡郡 Nagaoka-gun?) de la Prefectura de Kochi.
El 1° de abril de 2004 se fusiona con las ciudades de Iyomishima y Kawanoe y el Pueblo de Doi del Distrito de Uma para formar la ciudad de Shikokuchuo.

## Accesos

### Autopista
- Autovía de Matsuyama
  - Intercambiador Shingu

### Ruta
- Ruta Nacional 319

## Turismo
- Kiri no Mori
- Represa de Shingu